# Frank Kowatschitsch
Frank Kowatschitsch (* 3. Mai 1974 in Böblingen; † 4. Mai 2021 bei Affalterbach) war ein deutscher Radrennfahrer.

## Sportlicher Werdegang
Im Jahr 1991 wurde Frank Kowatschitsch deutscher Juniorenmeister.
Zweimal wurde er jeweils deutscher Meister der Elite im Zweier-Mannschaftsfahren, 2002 mit Lars Teutenberg und 2005 mit Gerd Dörich. Schon 1996 hatte er gemeinsam mit Hardy Zimmermann bei den nationalen Meisterschaften in derselben Disziplin Platz drei belegt, 2003 wurde er nochmals Dritter (mit Teutenberg). In den Jahren 2000, 2002 und 2003 gewann er jeweils eine Etappe der Türkei-Rundfahrt. Zuletzt fuhr er für Mars Rot-Weiß Frankfurt.
Frank Kowatschitsch galt viele Jahre lang als zuverlässiger Leistungsträger bei Sechstagerennen, von denen er insgesamt 47 bestritt, allerdings nie eines gewinnen konnte.

## Erfolge

### Bahn
2002
- Deutscher Meister – Zweier-Mannschaftsfahren (mit Lars Teutenberg)

2005
- Deutscher Meister – Zweier-Mannschaftsfahren (mit Gerd Dörich)

### Straße
2000
- eine Etappe Türkei-Rundfahrt

2002
- eine Etappe Türkei-Rundfahrt

2003
- eine Etappe Türkei-Rundfahrt